# Grădina Botanică „Dimitrie Brândză” a Universității din București
Grădina Botanică „Dimitrie Brândză” a Universității din București, care poartă numele actual începând din anul 1994, este situată în cartierul Cotroceni din București, România. Este compusă dintr-o expoziție în aer liber împărțită în 12 sectoare, două corpuri de sere și un muzeu, alături de care se mai află clădiri administrative și o clădire a Facultății de Biologie din Universitatea București. Acoperă o suprafață de 18,2 ha (din care 17,5 ha expoziția în aer liber, 3.800 m² de sere iar restul este ocupat de diverse clădiri) și are peste 10.000 de specii de plante. Grădina deține un herbar ce număra în 2022 aproximativ 520.000 de file.
A fost înființată în 1860 în actuala grădină a Palatului Cotroceni, dar între 1874 și 1884 a fost relocată în grădinile Palatului Suțu și apoi mutată în locația curentă. Amenajarea curentă a fost proiectată în anii 1930, în perioada în care se afla sub administrația Primăriei Municipiului București. Grădina a suferit distrugeri în fiecare război mondial, bombardamentele aliate din aprilie 1944 distrugând o bună parte a colecțiilor.
După al Doilea Război Mondial grădina a fost completată cu noi sere și cu o nouă clădire a Institutului Botanic.

## Istoric

Bustul prof. D. Brândză

În anul 1855 doctorul Carol Davila a solicitat domnitorului Barbu Știrbei înființarea unei grădini botanice la București după modelul celei de la Iași. Strădaniile sale s-au concretizat în anul 1860, prima locație a grădinii fiind lângă Șoseaua Cotroceni. Scopul ei era să ajute la instruirea elevilor Școlii Naționale de Medicină și Farmacie și să reprezinte o sursă de plante medicinale proaspete pentru farmacii.
Grădina a fost mutată în grădinile Palatului Suțu (actuala Piața Universității) în 1874 în urma trecerii în subordinea Facultății de Științe. În același an Dimitrie Brândză devine al treilea director al grădinii, după Ulrich Hoffmann și Dimitrie Grecescu. Această perioadă de acumulare a colecțiilor de plante vii și herbare a dus la o colecție de 3.700 de specii în 1876. A revenit pe Șoseaua Cotroceni, în spațiul actual. în 1884, amenajarea sa după modelul Grădinii Botanice din Liège continuând până în 1891, după ce serele au fost construite și populate, iar Institutul Botanic a fost finalizat. Grădina a fost afectată de inundația care a avut loc în 1892 și apoi a fost avariată în timpul Primului Război Mondial, când a fost folosită de trupele de ocupație germane.
În 8 iunie 1935 s-a inaugurat noua amenajare a ”parcului universitar” proiectată de arh. Octav Doicescu în perioada în care director al Grădinii Botanice era esteticianul Mihail Dragomirescu. Atunci a fost dat în folosință și Restaurantul din Grădina Botanică proiectat în stil românesc tot de arh. Octav Doicescu.
În al Doilea Război Mondial, Grădina Botanică a fost atinsă de bombardamentele anglo-americane de la 4 aprilie 1944. Atunci, din cele peste 800.000 de planșe ale herbarului au fost salvate numai 200.000. Au fost distruse și clădirea Institutului Botanic și a Muzeului Botanic, iar serele și plantațiile au fost și ele afectate.
La începutul anilor 1960 a fost reconstruită clădirea Institutului Botanic, iar între 1973-1976 a fost construite noi sere, unde au fost plasate circa 3000 de specii.

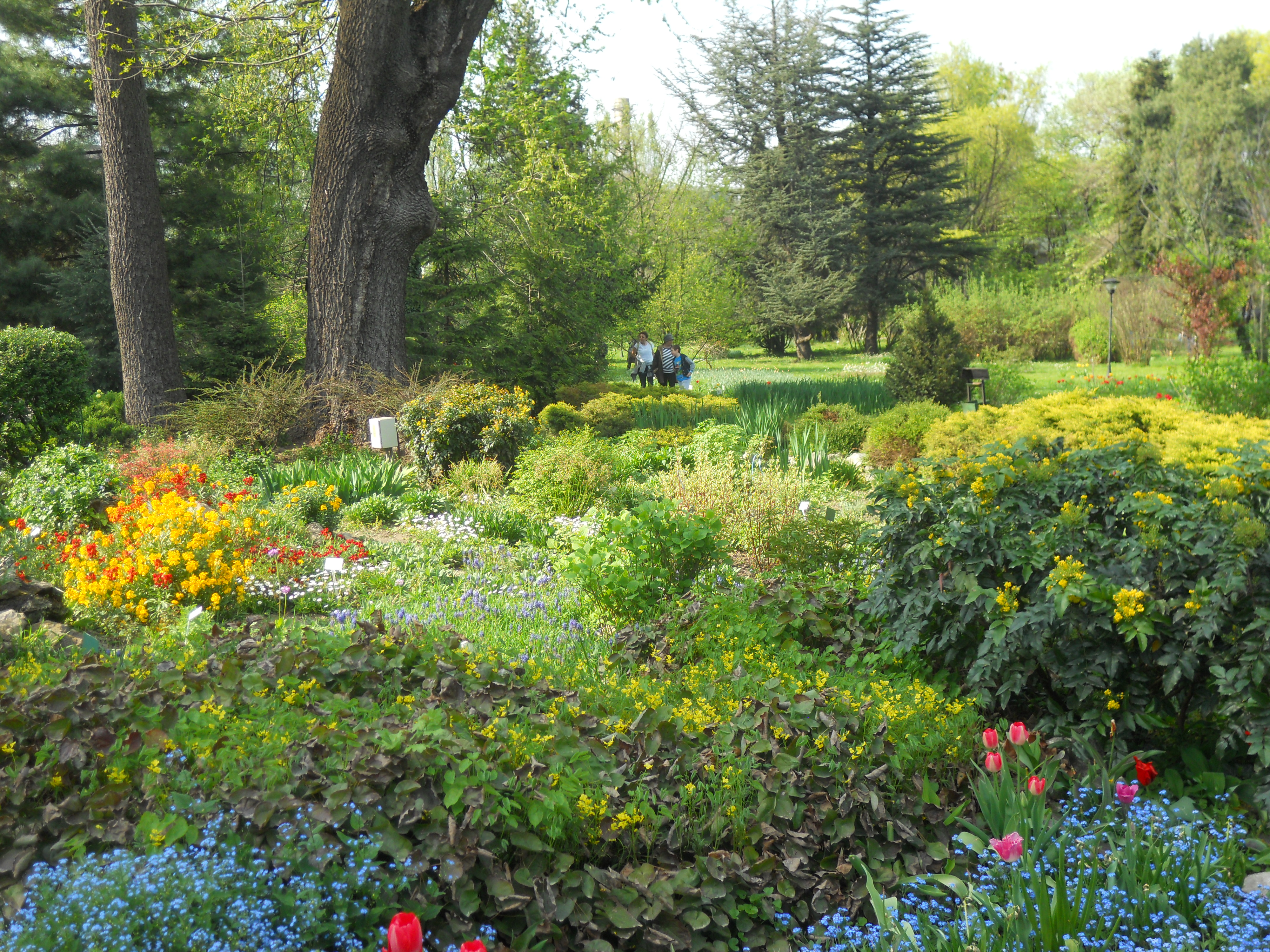
Sectorul decorativ

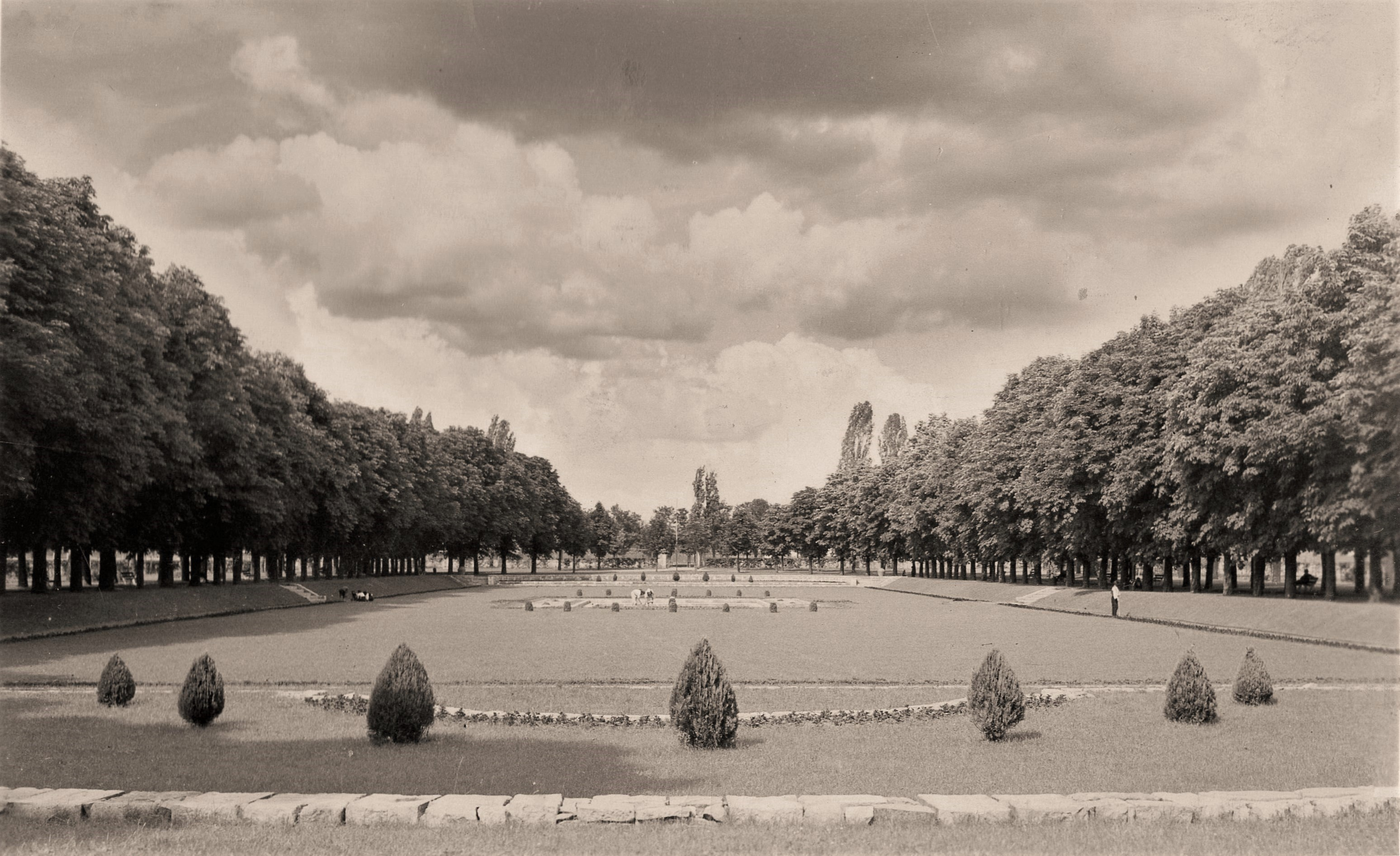
Grădina italiană realizată în 1935 după planurile arh. Octav Doicescu

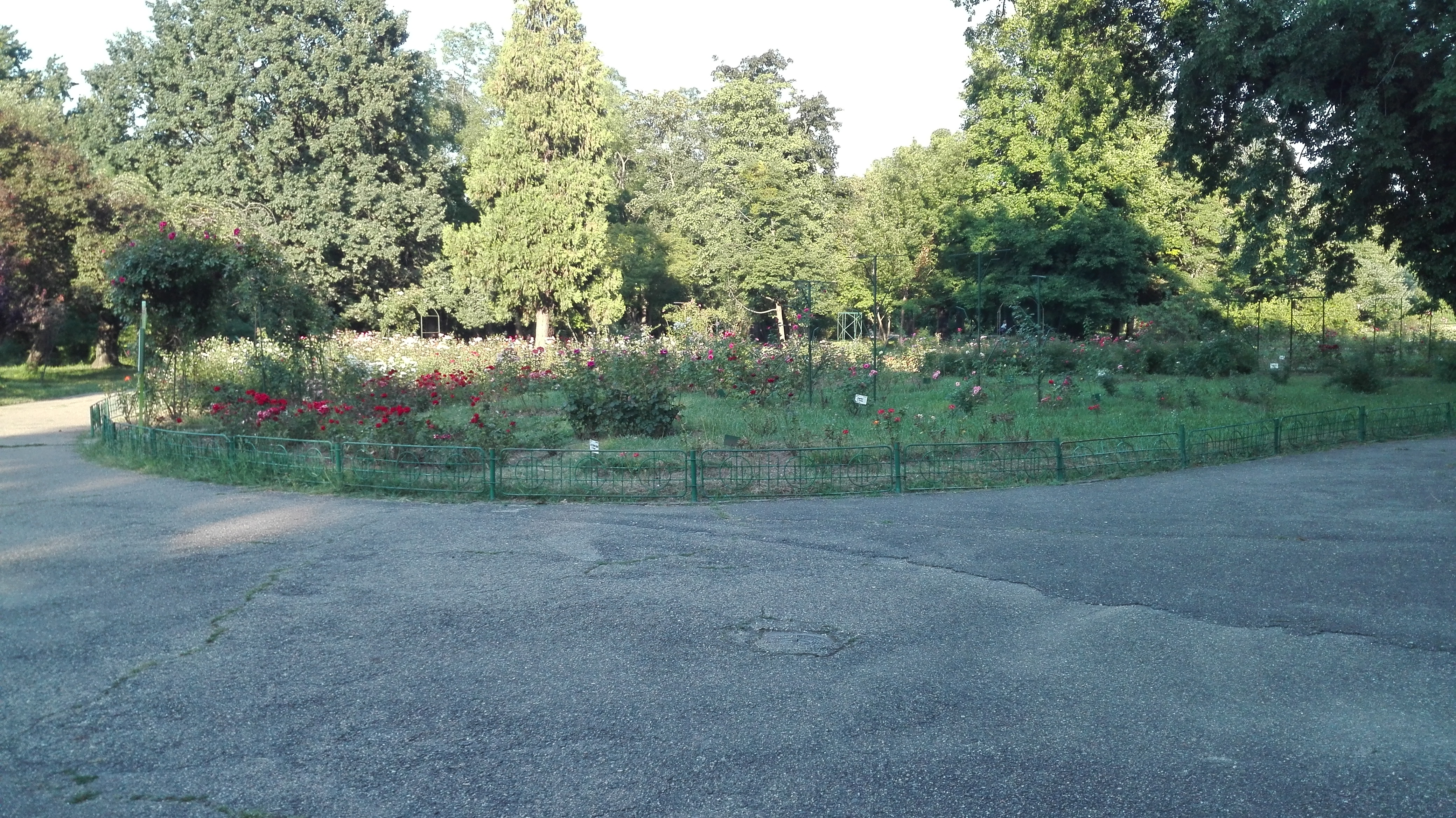
Rosarium

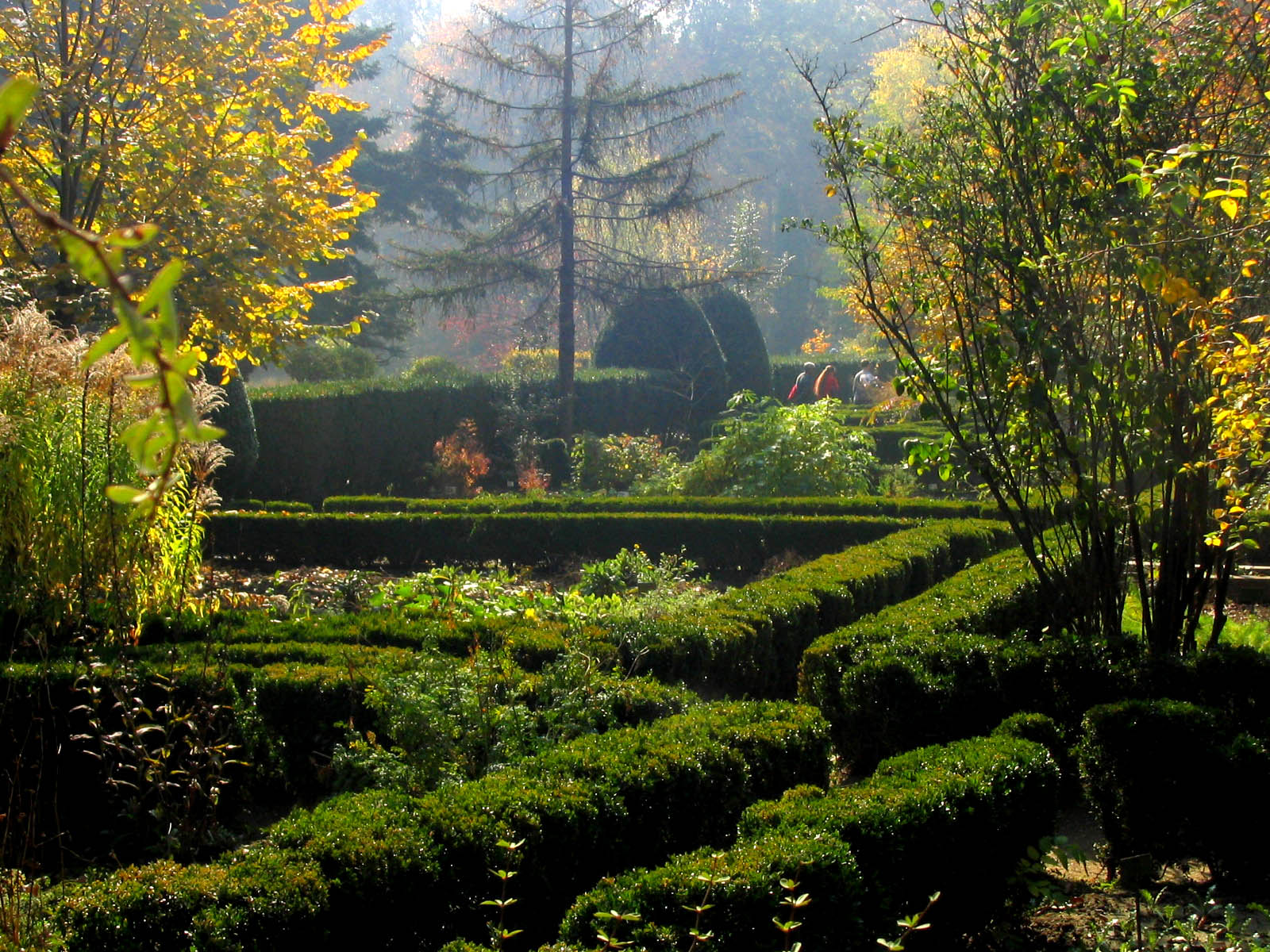
Grădina cu remedii

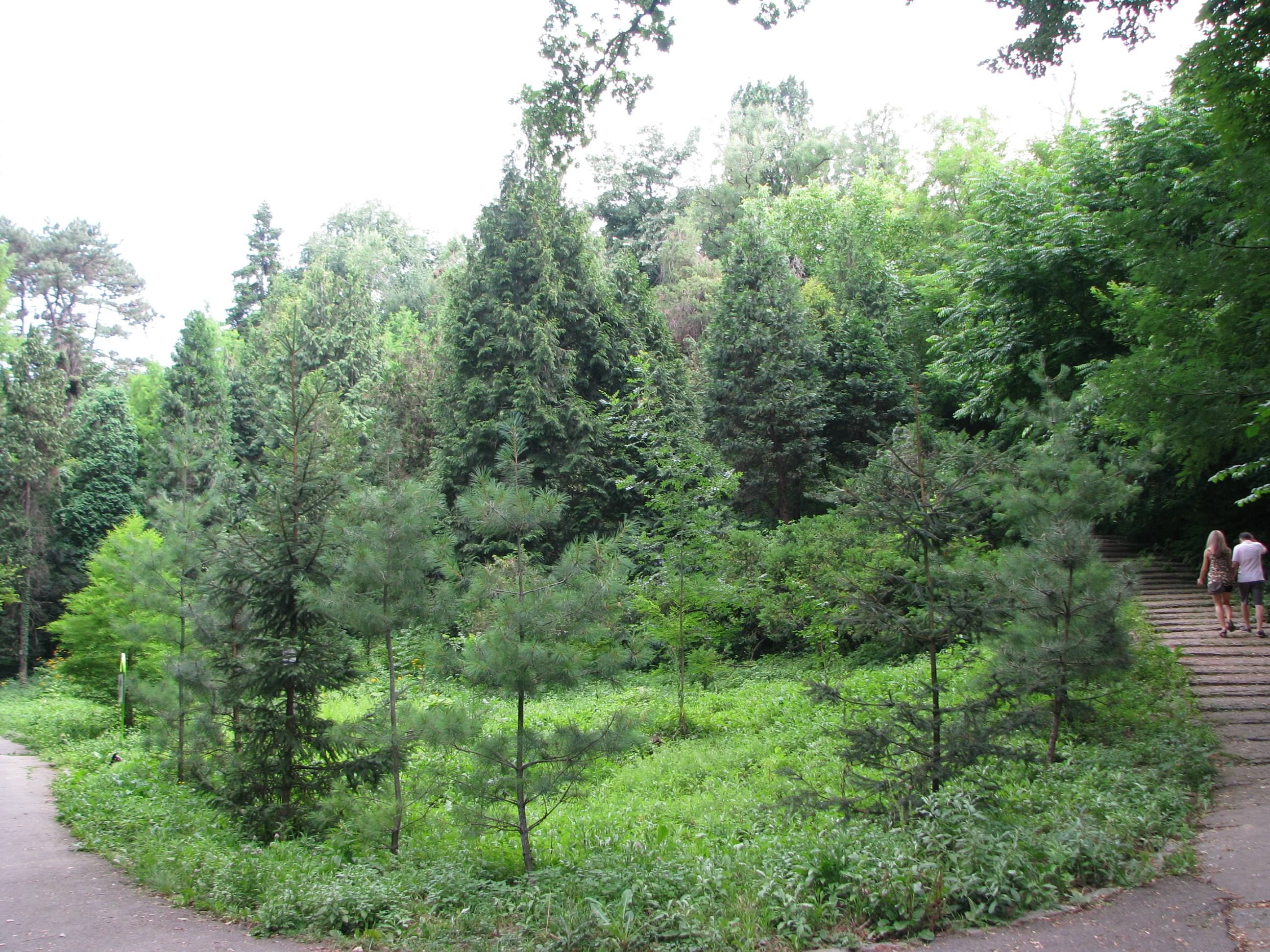
Colina coniferelor

## Expoziția în aer liber
Expoziția în aer liber este împărțită în 12 sectoare: sectorul decorativ, plante rare, plante mediteraneene, grădina italiană, iridarium, rosarium, grădina bunicii, grădina istorică, grădina cu remedii, colina coniferelor, insula și flora Dobrogei.
Sectorul decorativ este amenajat lângă intrarea în grădină și prezintă importanța estetică a grădinii. A fost amenajat în 1955-1956 de ambele părti ale aleii de la intrare. Sunt cultivate în jur de 500 de soiuri de plante care asigură un decor plăcut tot timpul anului: flori (lalele, bujori, crini, dalii), arbuști (alun american, liliac indian) și arbori (cedru, arborele pagodelor, arborele cu lalele, magnolii etc.).
Sectorul plantelor rare, înființat în 1962, are rolul de conservare ex situ, a unor specii autohtone cu statut de plante rare, amenințate sau vulnerabile: ghiocei, ghimpe, plesnitoare, bujor de stepă, ruscuță de primăvară, tisă și altele.
Sectorul plante mediteraneene conține 150 de specii cu origine mediteraneană, dintre care unele se regăsesc și în flora României (Dobrogea, Oltenia și Banat, regiuni cu climă asemănătoare): levănțică, urechea iepurelui, Opopanax chironium⁠(en)[traduceți] etc.
Grădina italiană este caracterizată simetrie și ordine. Printre plantele prezente putem menționa chiparosul, cimișirul și ienupărul. Zona a fost amenajată în 1935, atunci când Grădina a fost extinsă și zona din jurul ei a fost regândită. Aleile sunt realizate din pavele pătrate din piatră naturală iar în centru se află o fântână arteziană decorată cu o sculptură. În imediata sa apropiere, sectorul Flora Dobrogei prezintă 60 de taxoni caracteristici Dobrogei, adaptați la condițiile specifice zonei de stepă.
În iridarium există aproximativ 80 de soiuri de iriși (stânjenei), printre care Iris pumila, Iris sibirica, Iris spuria, Iris variegata, precum și mai multe varietăți din irisul bărbos sau stânjenelul de grădină (Iris germanica), o specie foarte populară ce înflorește în lunile aprilie și mai. După același model, rosariumul găzduiește colecția de trandafiri ce cuprinde 4000 de tufe din 200 de soiuri, cultivate printre arbuști și arbori din familia Rosaceae. Ocupă o suprafață de 1 ha.
Grădina Bunicii reproduce o grădină tradițională românească, ilustrând varietatea plantelor cultivate în grădinile de la țară: legume, flori, plante medicinale și aromatice, arbuști și pomi fructiferi. Sunt reprezentate principalele familii botanice din cadrul cursului de botanică din Facultatea de Biologie: Compositae, Leguminosae, Solanaceae, Apiaceae, Brassicaceae.
Grădina Istorică conservă un număr de specii și varietăți de plante consumate în Europa de-a lungul timpului, unele înlocuite cu plantele aduse din America. Prin această secțiunea, Grădina Botanică din București își îndeplinește misiunea de cercetare și educație, colectând, conservând și distribuind aceste specii. Sectorul reprezintă și un cadru pentru ateliere și seminarii legate de botanică și subiecte conexe, dar și pentru ateliere creative de ilustrație, fotografie și proiecții de film.
Grădina cu Remedii este plasată lângă Serele de Expoziție și conține specii utilizate în tratamentele populare sau în realizarea produselor farmaceutice. De asemenea, sunt cultivate plante melifere, taninifere, tinctoriale, cromatice etc.
Colina coniferelor adună exemplare din toate coniferele din România, dar și din alte țări, precum chiparosul de baltă, originar din America de Nord. Secțiunea exemplifică zonele de vegetație distribuite pe altitudini.

### Lacul și zonele umede

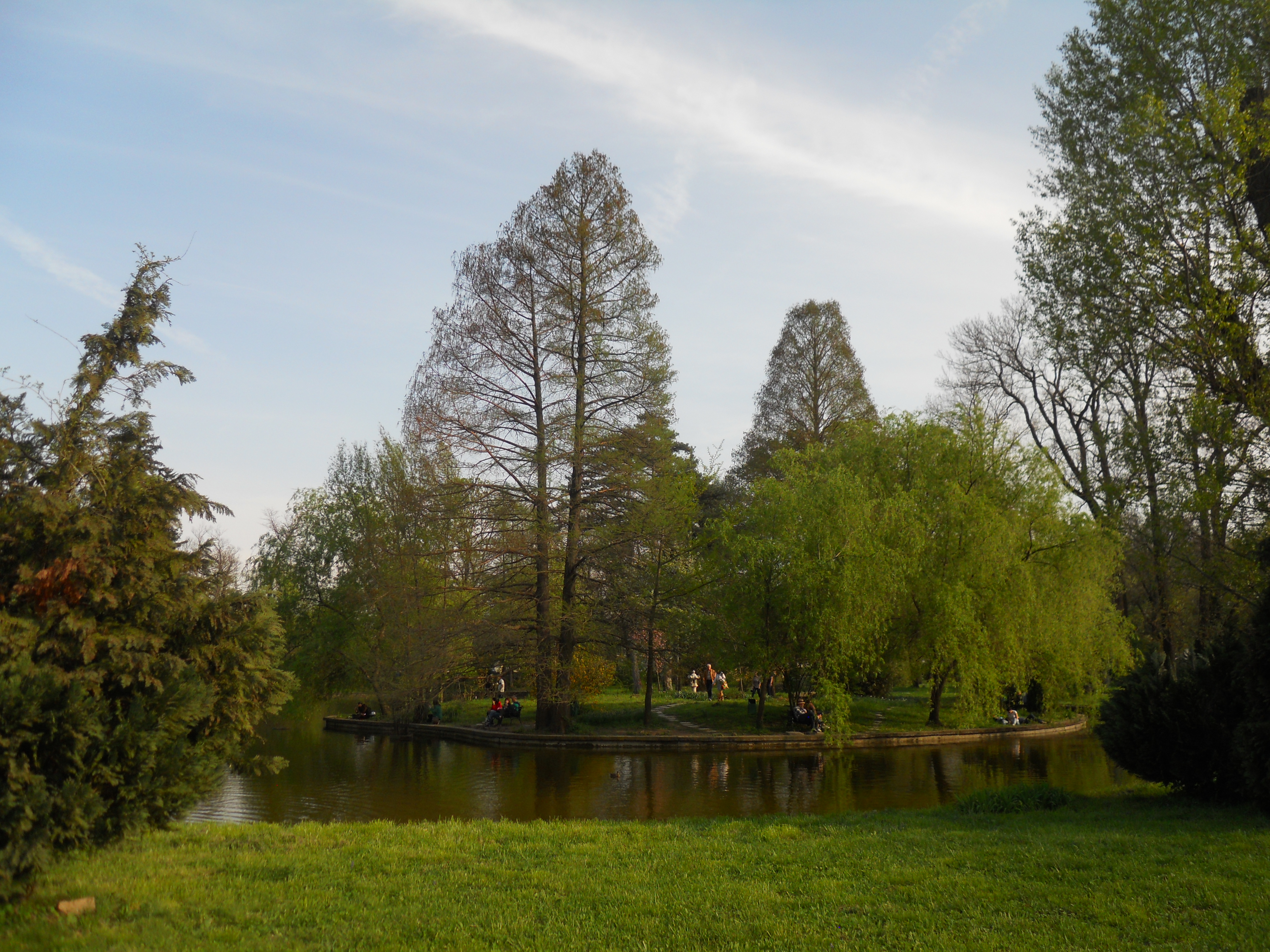
Insula din grădina botanică

În centrul Grădinii se află lacul mare (9.000 m²) ce are în mijloc o insulă pe care se poate accede peste un pod metalic. Pe insulă sunt cultivate plante iubitoare de apă, dar și alte specii specifice Asiei. 
Pe colina coniferelor a fost amenajată o cascadă artificială alimentată de un izvor ce se varsă într-un mic lac unde sunt cultivați nuferi și plante submerse, dar pot fi întâlnite și broaște țestoase de Florida, pești și păsări de baltă. Zona respectivă a fost amenajată încă de la deschiderea grădinii în locația curentă, la sfârșitul secolului al XIX-lea, și reamenajată după fiecare episod de distrugere dat de războaiele mondiale.
În grădina italiană se află un bazin dreptunghiular cu o fântână arteziană decorată de o sculptură metalică.

## Sectoarele interioare

### Sera veche

Sera veche

Sera Veche a Grădinii Botanice a fost construită între anii 1889-1891 sub îndrumarea arhitectului Louis Fuchs, după modelul Serelor din Liège (Belgia). Are o suprafață de 760 m². Ea a fost folosită ca seră de expoziție până în 1976, când a fost închisă pentru public, continuând să adăpostească doar plante de cultură. 
În perioada cât a fost deschisă publicului, ea cuprindea compartimente pentru plantele tropicale și subtropicale, plantele mediteraneene, suculentele, bromeliaceele și înmulțitorul. Serele vechi au avut și ele de suferit în timpul războaielor mondiale. În timpul primului război nu a existat combustibil pentru încălzirea serelor, iar în bombardamentul din 4 aprilie 1944 au fost sparte toate geamurile si a fost distrus sistemul de alimentare cu apă pentru irigații.
Unul din pavilioanele serei vechi a fost reabilitat în anul 2011, fiind aranjat ca un colț de pădure tropicală și conținând specii ale mai multor familii de plante exotice. Restul clădirii este utilizată pentru întreținerea colecțiilor existente, pentru multiplicarea plantelor necesare Grădinii și pentru a furniza material pentru lucrărilor practice cu studenții.

### Sera de expoziție

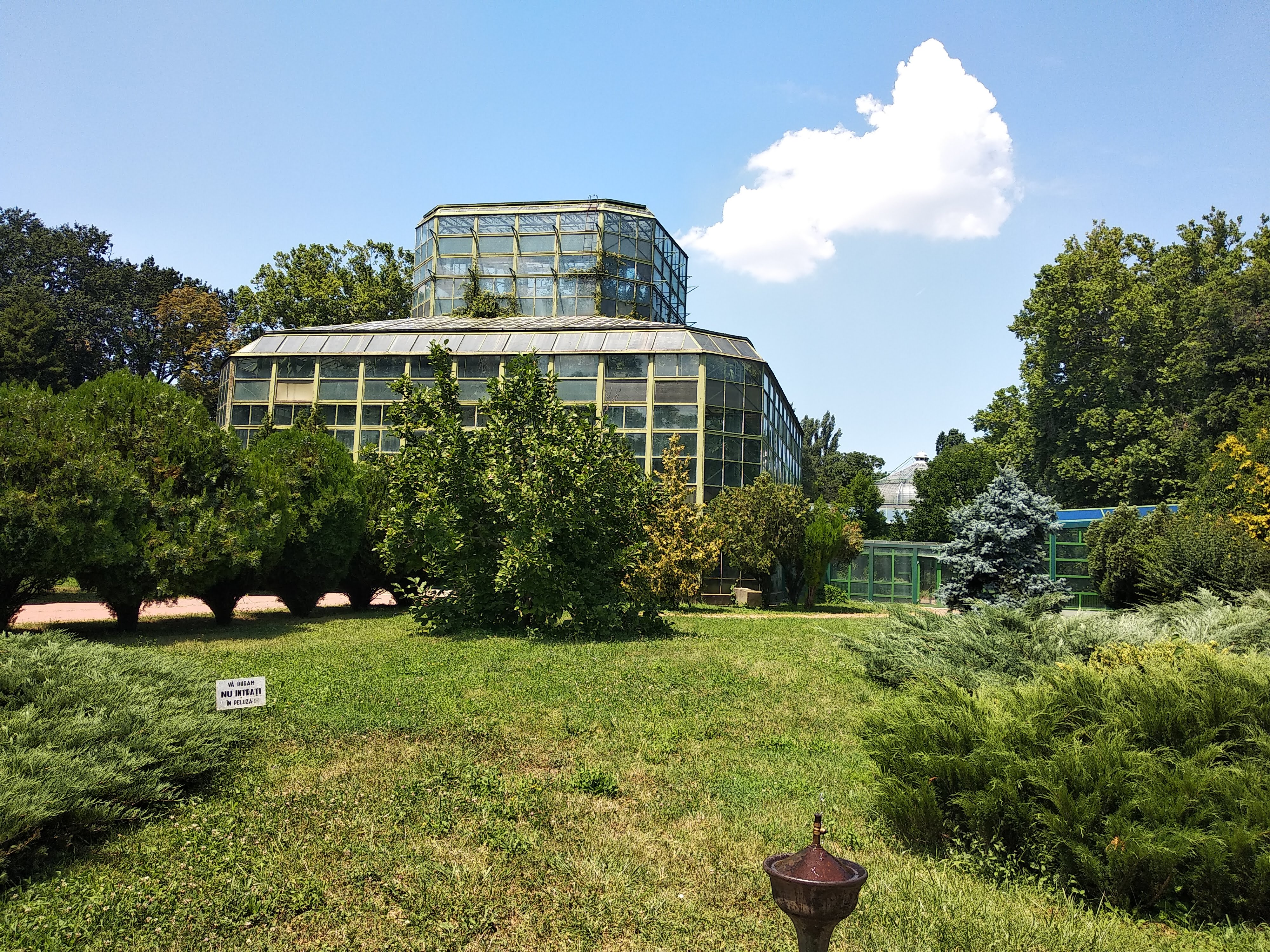
Palmariul

Noile sere au fost construite între 1973-1976 și au o suprafață de 2.500 m², ele adăpostind circa 3000 de specii provenite din Africa, India, Indonezia, America de Sud. Colecția include orhidee, plante carnivore, bromeliacee, citrice, cactuși sau nuferi tropicali. Sera conține opt compartimente, împărțirea plantelor fiind făcută după criterii biogeografice, taxonomice, estetice și utilitare.
Pavilionul central are o înălțime de 18 m și este destinat colecției de plante înalte (palmieri, bananieri, ficuși). Majoritatea plantelor din acest compartiment aparțin familiei Arecaceae, făcând parte din colecția de palmieri a Grădinii botanice.
Compartimentul Bromeliilor cuprinde plante din America Centrală și de Sud, în special din familia Bromeliaceae (bromelii). Multe bromelii sunt cultivate în scop decorativ, frunzele unor specii și inflorescențele ciudate, aprins colorate având scop decorativ. În compartiment pot fi văzute exemplare din genurile Aechmea, Billbergia, Neoregelia, Nidularium, Karatas, Pitcairnia, Cryptanthus etc.

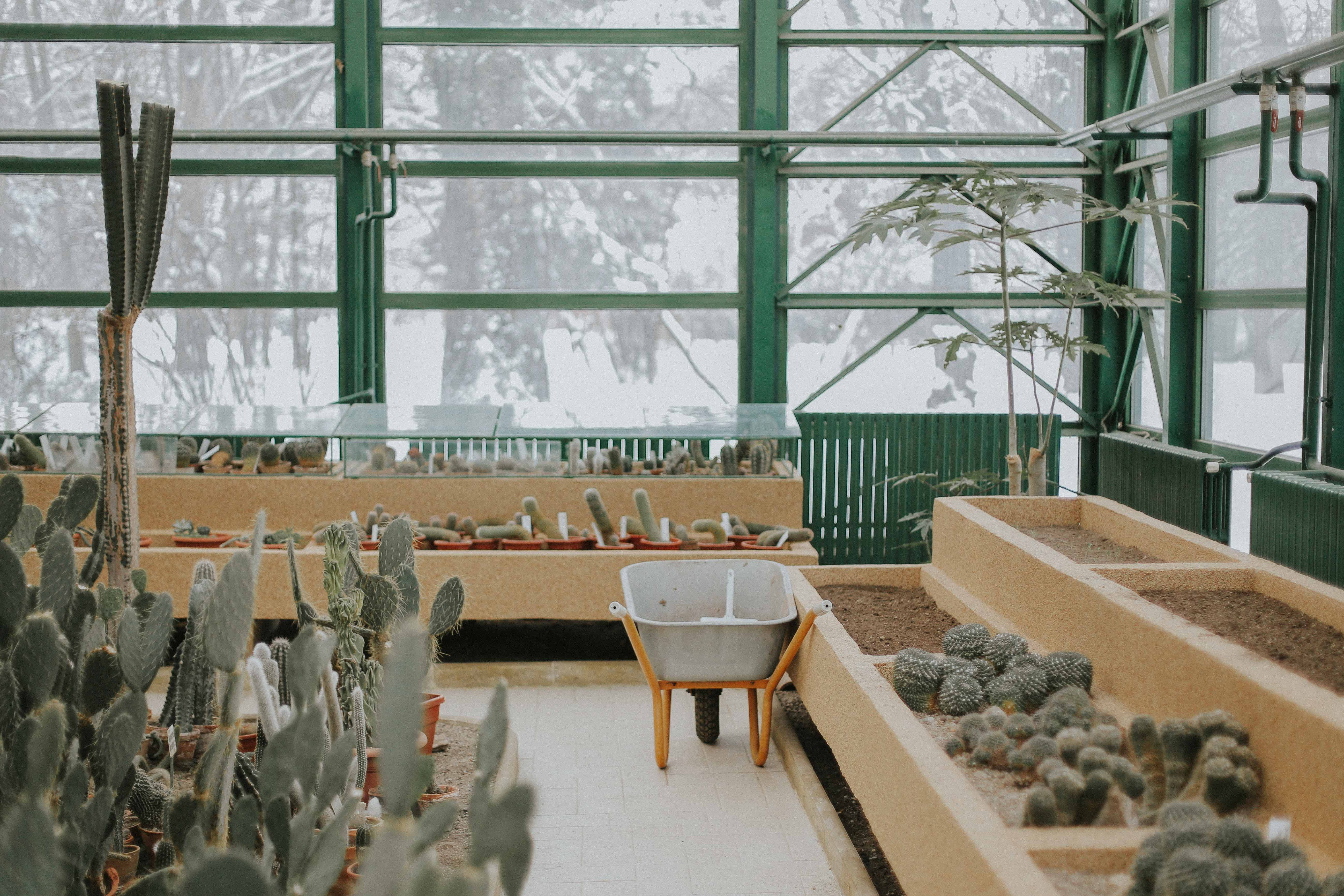
O parte din colecția de cactuși.

Colecția de cactuși cuprinde plante ce cresc din regiunile deșertice sau semideșertice ale Americii. Aspectul, forma și dimensiunile plantelor variază, în funcție de modul de adaptare la lipsa de apă..
Compartimentul plantelor suculente găzduiește familii de plante care rezistă unor perioade lungi de secetă reținând apa în țesuturi din frunze, tulpini sau rădăcini pentru a supraviețui unor lungi perioade fără precipitații. Sunt reprezentate genurile Aloe, Haworthia, Lithops, Sempervivum.
Compartimentul plantelor acvatice tropicale conține în bazinul central o colecție de nuferi tropicali din genul Nymphaea L., dar și plate acvatice din genurile Cryptocorine L., Aponogeton L. sau Vallisneria L. În colțurile bazinului se afla 3 exemplare de mangrove (Pandanus L.). În compartiment este reprezentată și familia Zingiberaceae, un grup de plante aromatice condimentare din care face parte și ghimbirul.
Compartimentul plantelor subtropicale găzduiește o colecție de citrice, arbuști sau arbori de talie mică, foarte răspândiți în Asia tropicală și subtropicală și zona bazinului mediteraneean: lămâiul (C. limon L.), portocalul (C. sinensis L.), grepfruitul (C. paradisii L.), mandarinul (C. reticulata L.) și kumquatul (C. japonica L.).

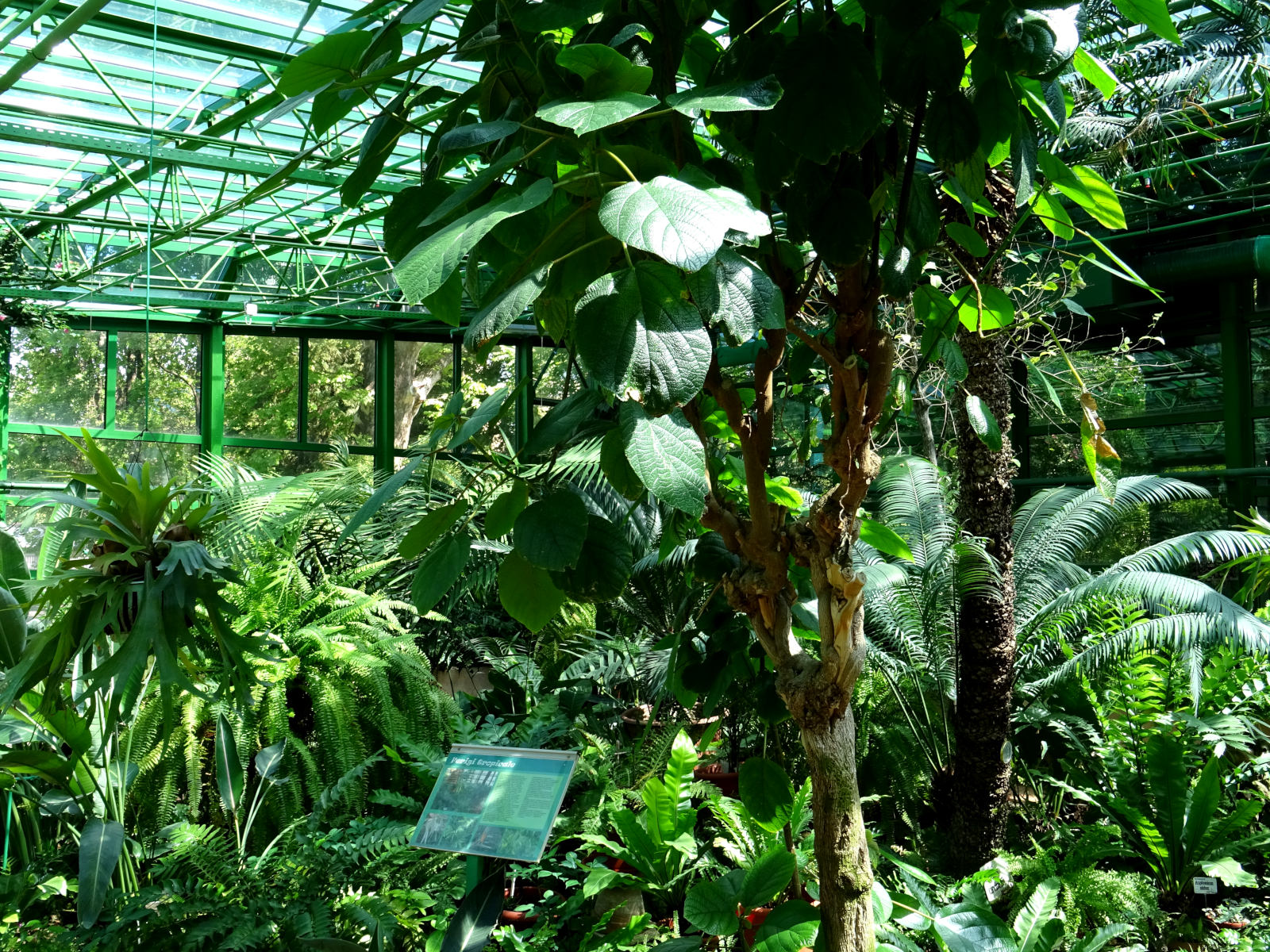
Ferigi

Compartimentul ferigilor tropicale grupează specii de plante fără flori: Asplenium nidus L., Nephrolepis exaltata (L.) Schot., Cyrtomium falcatum Presl., Pteris cretica L., Polypodium leiorhizum Wall., Blechnum braziliense L. Compartimentul adăpostește și reprezentanți ai familiei de gimnosperme Cycadaceae, cultivate ca plante ornamentale și uneori și alimentare (făina de sago se extrage din măduva lor).
Colecție de orhidee și alte specii decorative sunt găzduite de ultimul compartiment. Orhideele din seră includ: Cattleya labiata Lindl., Chisis bractescens Lindl., Stanhopea oculata (Lodd.) Lindl., Vanda tricolor L., Epidendrum secundum L., Phalaenopsis hybridus hort., Cymbidium L. și Paphiopedilum L., Vanilla planifolia L. (din care se obține batonul de vanilie).

### Muzeul Botanic

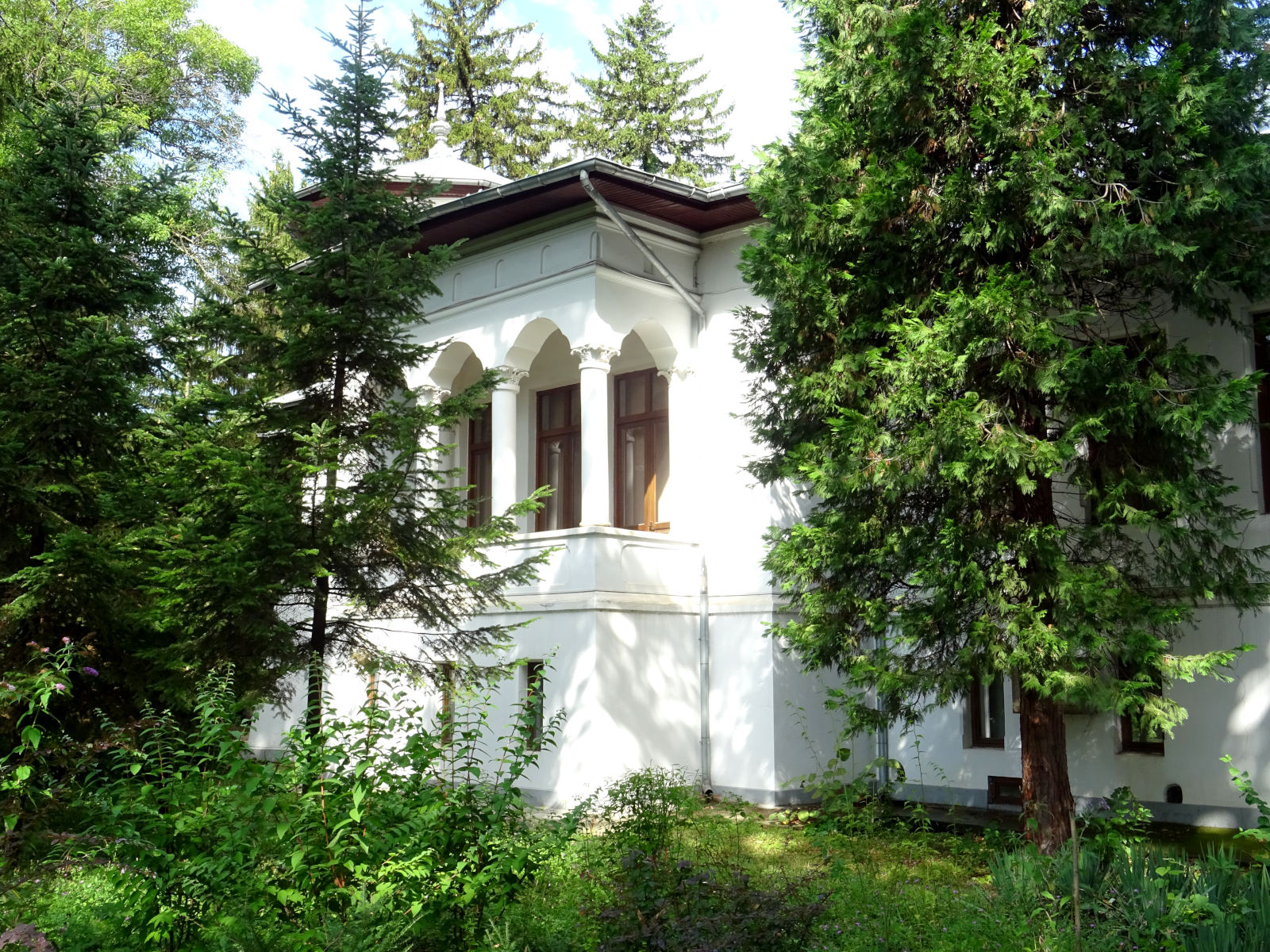
Clădirea muzeului

Muzeul Grădinii Botanice se află situat la intrarea în Grădină, într-o clădire în stil brâncovenesc construită în 1895. În muzeu sunt expuse peste 5.000 de specii de plante, inclusiv 1.000 de specii exotice, precum și o colecție de 2000 de picturi realizate de Angiolina Santocono.
Primul muzeu botanic din București a fost înființat de directorul Grădinii Botanice, Dimitrie Brândză, în anul 1882, fiind situat în Palatul Universității, în apropierea grădinii. Muzeul conținea câteva colecții aduse din Iași, precum și herbarele personale ce au stat la baza herbarului Grădinii Botanice. În anul 1884, muzeul este distrus într-un incendiu. El este reconstruit în noua locație a Institutului Botanic din Cotroceni, în zona Colinei Coniferelor, ce adăpostea și Herbarul și Biologia vegetală din cadrul facultății. Clădirea a fost distrusă în bombardamentele din 4 aprilie 1944 și odată cu ea au dispărut multe exponate. Exponatele salvate au fost găzduite în clădirea „B” (fostul restaurant).
Odată cu construirea noului Institut Botanic, este deschis un muzeu multidisciplinar accesibil doar studenților și profesorilor din Facultatea de Biologie. În anul 1964, sunt amenajate în clădirea administrației două săli ce conțineau exponate botanice și picturile Angiolinei Santocono. Colecția este mutată în clădirea de la intrarea din Grădină în 1974, iar după cutremurul din 1977 muzeul este reorganizat pe baza principiilor ecologice (bazat pe biotopuri caracteristice) și este extins în toate cele 17 săli, pe o suprafață de 500 m².
Prima sală a muzeului prezintă amenajările succesive ale Grădinii Botanice, schimburile interne și externe ale Grădinii, și diversele colecții cu tematică vegetală (timbre, vederi, „creioane"), iar holul muzeului este folosit pentru a ilustra prin pictură și planșe de herbar sistemul evolutiv al plantelor.
Etajul alpin și montan are dedicată o sală, ce prezintă plantele, ciupercile și lichenii caracteristici acestuia, precum și animalele reprezentative. Există și o dioramă cu vegetație de stâncărie. Sala dedicată etajului boreal cuprinde plante și animale, o peșteră cu animalele și plantele caracteristice, precum și o turbărie. Etajul nemoral (păduri cu frunze căzătoare) este prezentat prin ilustrații. O altă sală ilustrează vegetația spontană de câmpie. Aici sunt expuse principalele plante de cultură și bolile acestora, precum și animalele din acest biotop. Vegetația acvatică și palustră este prezentată prin două diorame cu plante și animale, precum și prin picturile din colecția muzeului, material conservat si imagini cu algele din Marea Neagră.

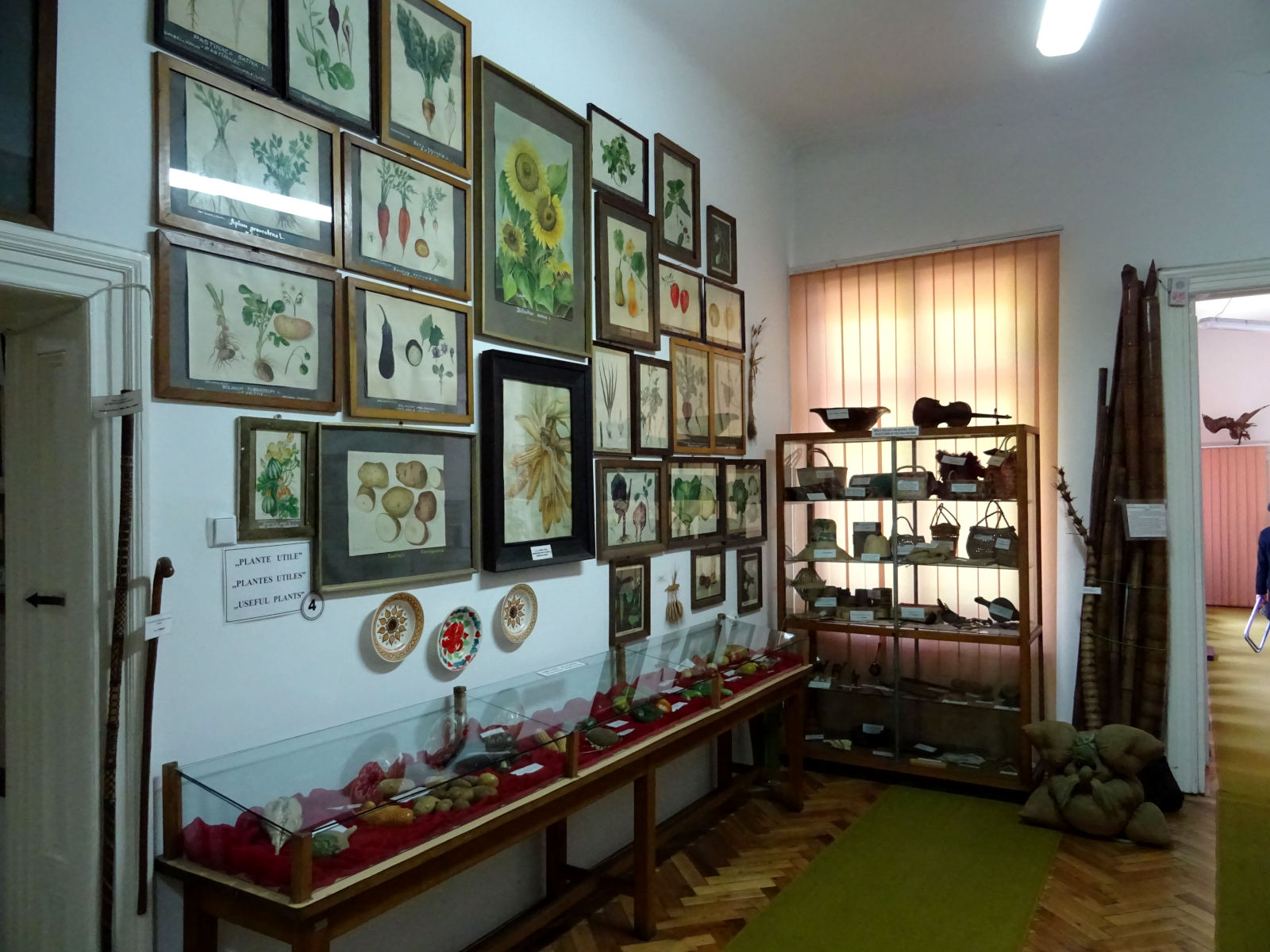
Sala plantelor utile, cu picturi de Angiolina Santocono

Cea mai mare sală de expunere este dedicată plantelor ornamentale cultivate. Ele împart spațiul de expunere cu diverse colecții: colecția de Orobanche a lui A. Racoviță, colecția de citrice cultivate în serele grădinii, colecția de semințe și fructe de plante exotice, colecția de Proteacee a prof. Bitenco-Ardeal, unele animale exotice etc. Suculentele, în principal cactușii, sunt ilustrați cu picturi extrem de fidele. Vitrinele sălii expun obiecte realizate din material vegetal aduse de I.T. Tarnavschi din Indonezia și o colecție de nuci de cocos.
Alte săli din muzeu includ: sala colecțiilor de plante, sala plantelor utile omului, „Expoflora" și două săli memoriale ce prezintă cursuri, lucrări științifice ale naturaliștilor români și străini, precum și premii obținute de Grădina Botanică la diferite concursuri.

### Herbarul
Herbarul Grădinii Botanice este format din circa 520.000 specimene de ferigi, gimnosperme, angiosperme, briofite, alge, licheni și fungi. Colecția conține și preparate microscopice cu probe de polen (palinotecă). Herbarul nu este deschis publicului, fiind adăpostit în clădirea Institutului Botanic.
Herbarul Grădinii Botanice a fost creat în anul 1882 ca "Herbar Național" de doctorul Dimitrie Brândză în cadrul Muzeului de Istorie Naturală din București. Herbarul cuprindea mai multe colecții (Edel, Szabo, Сzihасk, U. Hoffman, D. Brândză). Colecția a fost distrusă de un incendiu pe 24 martie 1884.
Dimitrie Brândză a încercat să reorganizeze herbarul procurând noi coli de la botaniști din străinătate și prin colectarea de plante din flora României. Noul Herbar funcționează în cadrul Grădinii Botanice din 1891 până în 1944. În urma bombardamentului din 4 aprilie 1944 și acesta este distrus de un incendiu, fiind salvate 200.000 de coli din totalul de 800.000. Acestea sunt mutate în clădirea Muzeului Botanic, apoi din 1961 în noua clădire a Institutului Botanic.
Între 1961 și 1972 a existat un al doilea herbar al Grădinii Botanice, cele două fiind apoi unite. Ulterior, prin donații de la Herbarul Institutului de Geologie, colecțiile I.T. Tarnavschi, I. Morariu, Traian Ștefureac etc. herbarul ajunge la 500.000 de coli. În acel moment, herbarul a fost împărțit în două secții: plante inferioare și plante superioare. Cel de plante superioare a rămas în Institutului Botanic, iar cel de plante inferioare a fost mutat la parterul clădirii administrației Grădinii Botanice.
În anul 2005, Herbarul de Plante Superioare este inundat, pagubele fiind semnificative. Până în 2009 colecția a fost găzduită într-un spațiu impropriu, apoi a fost mutată într-o clădire renovată, dar care nu oferea condițiile necesare, ceea ce a dus la returnarea colecției în Institutul Botanic.

### Alte sectoare
Grădina dispune de o bibliotecă proprie ce avea în anul 2010 peste 9.000 de cărți și periodice. În anul 2006 a fost creat Centrul de Educație Ecologică prin conversia unor spații destinate muncitorilor din grădină. Acesta găzduiește activități săptămânale destinate elevilor și studenților.
Pe lângă serele destinate publicului, Grădina dispune și de o seră de producție, semi-îngropată, de 350 m².

## Cercetare și publicații
Grădina botanică publică două lucrări științifice: revista Acta Horti Botanici Bucurestiensis și indexul de semințe destinate schimburilor cu alte grădini botanice, Index Seminum.